# Білоножко Світлана Григорівна
Світлана Григорівна Білоножко (1 вересня 1957, село Маломихайлівка, Покровський район,нині Синельниківський район, Дніпропетровська область) — українська співачка, провідна диктор-ведуча програм УТ-1. Заслужена артистка України (1995), народна артистка України (1999).

## Біографія і творчість
Після закінчення школи навчалась на музично-акторському відділенні в театральному училищі у Дніпропетровську.
Працювала в Київському державному театрі оперети, де грала сольні партії. З театром гастролювала від Мурманська до Владивостока.
Закінчила Київський інститут театру і кіно імені Івана Карпенка-Карого.
З 1980 року працювала дикторкою українського телебачення у місті Києві й разом з тим здобувала вищу освіту у КНУКіМ.
Була авторкою та ведучою програм «Вечірня казка», «Музичний телеярмарок» разом з Олександром Сафоновим [Архівовано 30 грудня 2017 у Wayback Machine.]  і Юрієм Токарєвим, «Молодіжний канал», «Мода, мода», «Зичимо щастя», «Актуальна камера», «Новини» та інших.
Аудіоальбоми: «Мотив для двох сердець» і «А яблука падають», концертні програми «Буде свято» і «Мотив для двох сердець».
Світлана Білоножко учасниця і лауреатка багатьох всеукраїнських фестивалів: «Пісенний вернісаж», «Пісня року», «Шлягер року» тощо.
Брала участь у великому числі благодійних акцій, концертах для дітей сиріт, воїнів — афганців, учасників ВВВ, учасників ліквідації аварії на ЧАЕС, телемарафонах «Пам'ять».
У 1999 році разом з чоловіком Віталієм Білоножком запатентували власний проєкт-фестиваль родинної творчості «Мелодія двох сердець».

## Нагороди
1995 — заслужена артистка України;
1999 — народна артистка України;
2011 — кавалер ордену княгині Ольги III ступеня.

## Родина
- Чоловік - Білоножко Віталій Васильович (нар.11 червня 1953 — пом.9 січня 2024)

- Діти - Георгій Віталійович Білоножко (нар.14 травня) і Євген Віталійович Білоножко (нар.1 вересня)

Внуки  - від старшого сина Георгія
- Віталій Георгійович Білоножко (нар.28 жовтня 2001)
- Світлана Георгіївна Білоножко (нар.27 березня 2008)

- Невістка - Марина Володимирівна Білоножко (нар.17 квітня 1980)